# Carbonato de cobalto (II)
El carbonato de cobalto (II) es el compuesto inorgánico con la fórmula CoCO3. Este sólido paramagnético de color rosa es un intermedio en la purificación hidrometalúrgica del cobalto de sus minerales. Es un pigmento inorgánico y precursor de catalizadores. El carbonato de cobalto (II) también se presenta como el raro mineral rojo/rosa llamado esferocobaltita.

## Preparación y estructura

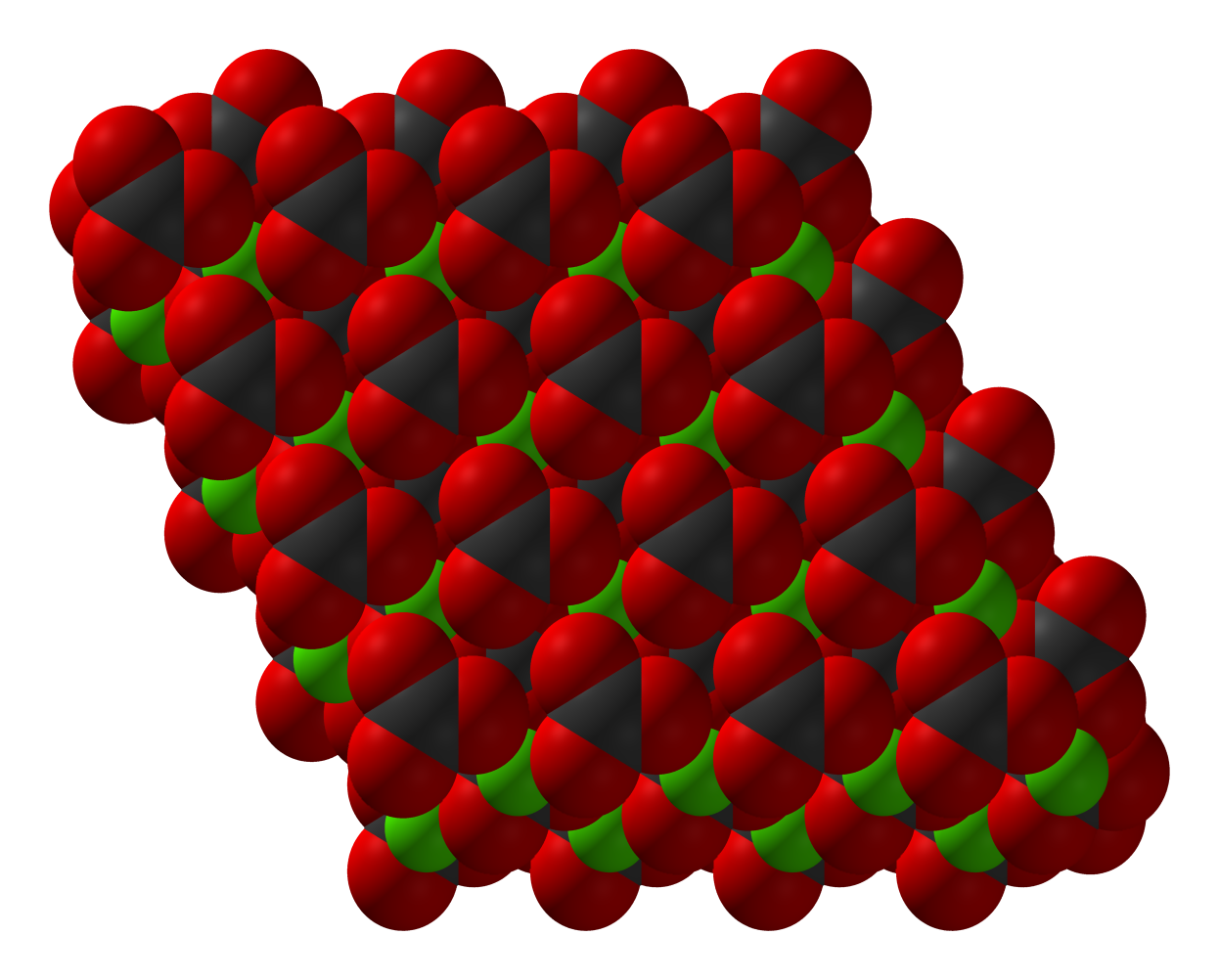
Estructura del carbonato de cobalto (II) sólido mostrada con iones que rellenan el espacio. Código de colores: rojo = O, verde = Co, negro = C

Se prepara combinando soluciones de sulfato de cobalto (II) y bicarbonato de sodio:
CoSO4 + 2 NaHCO3 → CoCO3 + Na2SO4 + H2O + CO2
Esta reacción se utiliza para precipitar el cobalto a partir de un extracto de sus minerales tostados. 
El CoCO3 adopta una estructura similar a la de la calcita, con cobalto en una geometría de coordinación octaédrica

## Reacciones
Como la mayoría de los carbonatos de metales de transición, el carbonato de cobalto es insoluble en agua, pero se ve fácilmente atacado por los ácidos minerales:
CoCO3 + 2 HCl + 5 H2O → [Co(H2O)6 ]Cl2 + CO2
Se utiliza para preparar muchos complejos de coordinación. La reacción del carbonato de cobalto (II) y la acetilacetona en presencia de peróxido de hidrógeno produce tris(acetilacetonato)cobalto (III).
El calentamiento del carbonato sigue el procedimiento típico de la calcinación, con la salvedad de que el producto se oxida parcialmente.
6 CoCO3 + O2 → 2 Co3O4 + 6 CO2
El Co3O4 resultante se convierte reversiblemente en CoO a altas temperaturas.

## Usos
El carbonato de cobalto es un precursor delcarbonilo de cobalto y de diversas sales de cobalto. Es un componente de los suplementos dietéticos ya que el cobalto es un elemento esencial. También es un precursor de los esmaltes de azules de alfarería, famosos en el caso de la cerámica de Delft. 

## Compuestos relacionados
Se conocen al menos dos hidróxidos de carbonato de cobalto (II): Co2(CO3)(OH)2 y CO6(CO3)2(OH)8·H2O.
La esferocobaltita, que es una forma natural de carbonato de cobalto, es una variedad moderadamente rara, con buenos ejemplares procedentes especialmente de la República del Congo. La «cobaltocalcita» es una variedad de calcita cobaltífera que se parece mucho a la esferocobaltita en cuanto a hábito.
El tris(carbonato)cobalto(III) de sodio es un complejo de cobalto(III) que contiene tres ligandos de carbonato.

## Seguridad
Rara vez se ha observado toxicidad. Todos los animales, incluidos los humanos, necesitan trazas de cobalto, un componente de la vitamina B12. 